# Timofey Skatov
Timofey Skatov (en russe : Тимофей Скатов), né le 21 janvier 2001 à Petropavlovsk, est un joueur de tennis professionnel kazakhstanais.
Skatov a atteint la première place mondiale au classement ITF junior le 1er janvier 2018.
Il est membre de l'équipe du Kazakhstan de Coupe Davis depuis 2023.

## Biographie
Skatov naît de parents russes à Petropavlovsk au Kazakhstan. À l'âge d'un an, sa famille déménage à Toula en Russie. À partir de 2015, il choisit de représenter la Russie avant de changer d'avis en mai 2018 et de finalement porter les couleurs de son pays natal, le Kazakhstan.

## Carrière junior
Timofey Skatov s’illustre dès ses débuts en junior lorsqu’il remporte la Coupe Davis Junior en 2016 avec la Russie, à l'âge de seulement 15 ans.
Entre 2017 et 2018, Skatov enchaîne de belles performances sur le circuit junior en atteignant, entre autres, les demi-finales de l'US Open en 2017 mais aussi les quarts de finale de l'Open d'Australie l'année suivante ne perdant qu'en trois manches face au Taïwanais Tseng Chun-hsin.
Skatov parvient également, en 2017, à se hisser en demi-finales du prestigieux tournoi de tennis junior Orange Bowl. Il ne s’inclinera qu’en trois manches très serrées face à Hugo Gaston sur le score de (6-7, 7-6, 5-7).

## Carrière professionnelle

### 2019 - 2021. Débuts sur le circuit ATP et première finale en Challenger
Timofey Skatov connaît une ascension relativement lente sur le circuit professionnel. Bénéficiant d'une invitation, il fait ses débuts en 2020 sur le circuit ATP au tournoi d'Astana où il s'incline au premier tour en deux manches contre le Finlandais Emil Ruusuvuori sur le score de (6-2, 6-0).
Évoluant principalement sur le circuit Challenger en parallèle, il atteint sa première finale dans cette catégorie, en juin 2021, à Almaty où il perd cette fois contre Zizou Bergs en trois manches (4-6, 6-3, 6-2).
De nouveau invité en 2021 au tournoi d'Astana, il gagne cette fois son premier match sur le circuit en battant le vétéran italien Andreas Seppi en 3 sets (6-7, 4-6, 6-1),. Il s'incline sèchement au second tour contre Ilya Ivashka sur le score de (6-2, 6-3).

### 2022. Premier titre en Challenger et progression vers le top 150
Timofey Skatov réalise un bon début d'année 2022. Il réussit à se qualifier pour la première fois dans un tableau final de Grand Chelem. En effet, il parvient à sortir des qualifications de l'Open d’Australie sans perdre le moindre set. Il s'incline cependant au premier tour en quatre sets face au qualifié slovaque Norbert Gombos (6-3, 6-2, 1-6, 6-4).
Outre cette belle performance, Skatov réalise son plus gros fait d'armes en remportant son premier titre en Challenger à Parme en battant en finale le Slovaque Jozef Kovalík en trois manches serrées (5-7, 7-6, 4-6). Ce résultat lui permet alors de grimper au 152e rang mondial, son meilleur classement jusque-là.

### 2023. Troisième finale en Challenger et première sélection avec le Kazakhstan
Skatov est sélectionné pour la première fois avec l’équipe nationale du Kazakhstan afin de disputer la deuxième édition de la United Cup. Malgré les deux défaites en phase de poule face à la Suisse et la Pologne, il parvient tout de même à sauver l'honneur de son pays en remportant la seule victoire du Kazakhstan contre le Polonais Daniel Michalski (7-6, 6-2).
Il atteint la finale du Challenger de Concepción où il perd contre l'Argentin Federico Coria, tête de série no 1, en deux manches (6-4, 6-3). Il obtient son meilleur classement avec une 125e place mondiale en février 2023.
Convoqué pour disputer les qualifications de la Coupe Davis contre le Chili, Skatov remporte une nouvelle fois la seule victoire du Kazakhstan contre l’expérimenté Chilien Cristian Garín sur le score de (6-3, 6-1). Cela ne suffit cependant pas au Kazakhstan pour se qualifier car la rencontre se solde par un score de 3-1 en faveur du Chili.
Timofey Skatov s'extirpe des qualifications de Roland-Garros en mai et intègre donc pour la deuxième fois le tableau final d'un Grand Chelem. Néanmoins, il hérite d'un tirage au sort difficile puisqu'il doit affronter la tête de série no 28, Grigor Dimitrov, contre lequel il perd lourdement (6-0, 6-3, 6-2).
Skatov sort également des qualifications de l'US Open sans perdre le moindre set. Cependant, il doit à nouveau faire face à un tirage au sort défavorable puisqu'il fait face, cette fois-ci, à la tête de série no 13 du tournoi en la personne d'Alex de Minaur. Il oppose alors une belle résistance à l'Australien mais s'incline en 4 sets (2-6, 6-3, 1-6, 5-7).

### 2024. Deuxième titre en challenger et premier quart de finale  sur le circuit ATP
Skatov s’illustre dès le début d’année en signant ses deux premières victoires contre des joueurs du top 30 mondial. Sélectionné en Coupe Davis avec le Kazakhstan, il bat ainsi coup sur coup les deux Argentins Tomás Martín Etcheverry (6-4, 7-5) et Francisco Cerúndolo (7-6, 6-4).
Timofey Skatov remporte son deuxième titre en challenger sur terre battue à Augsbourg en s’imposant face au Danois Elmer Møller (3-6, 7-5, 6-3).
Sorti des qualifications du tournoi de Båstad, il atteint pour la première fois de sa carrière un quart de finale sur le circuit ATP en se défaisant successivement du Japonais Taro Daniel au premier tour puis de la tête de série n°3 néerlandaise Tallon Griekspoor. Il s’incline ensuite en deux manches contre le Portugais Nuno Borges (6-4, 6-3).

## Parcours dans les tournois duGrand Chelem

### En simple
| Année | Open d'Australie | Open d'Australie | Internationaux de France | Internationaux de France | Wimbledon | Wimbledon        | US Open         | US Open        |
| ----- | ---------------- | ---------------- | ------------------------ | ------------------------ | --------- | ---------------- | --------------- | -------------- |
| 2022  | 1er tour (1/64)  | Norbert Gombos   | Q2                       | S. Rodríguez Taverna     | —         | —                | —               | —              |
| 2023  | Q2               | Nicolás Jarry    | 1er tour (1/64)          | Grigor Dimitrov          | Q1        | Kimmer Coppejans | 1er tour (1/64) | Alex de Minaur |
| 2024  | Q1               | Damir Džumhur    | —                        | —                        | Q3        | Cristian Garín   | 1er tour (1/64) | Hubert Hurkacz |
| 2025  | Q1               | Borna Gojo       | Q2                       | Luca Van Assche          | Q2        | Alexander Blockx |                 |                |

N.B. : à droite du résultat se trouve le nom de l'ultime adversaire.

## Classements ATP en fin de saison
| Année          | 2018 | 2019 | 2020 | 2021 | 2022 | 2023 | 2024 |
| Rang en simple | 1400 | 583  | 444  | 246  | 143  | 222  | 192  |
| Rang en double | 1538 | 1411 | 1342 | 749  | 745  | 866  | 855  |

Source : (en) Classements de Timofey Skatov sur le site officiel de la Fédération internationale de tennis